# Font de Sant Gregori
La Font de Sant Gregori és una font del terme municipal de Castell de Mur, en territori del poble de Vilamolat de Mur, de l'antic municipi de Mur.
Està situada a 593 m d'altitud, a la dreta del barranc de Sant Gregori, a ponent de la capella de Sant Gregori i al nord del Tros de Sant Gregori.